# Andrzej Dziubiński (historyk)
Andrzej Dziubiński (ur. 29 lutego 1936 w Katowicach) – polski historyk.

## Życiorys
Absolwent historii UW w 1962, doktorat tamże 1969 pod kierunkiem Mariana Małowista, habilitacja 1977 w Instytucie Historii PAN. Profesor nadzwyczajny – 1986. Zatrudniony w Instytucie Historycznym UW jako asystent 1963–1965, starszy asystent 1965–1969 (Katedra Historii Powszechnej Średniowiecznej). Od 1969 pracownik Instytutu Historii PAN: adiunkt 1969–1978, docent 1978–1986, profesor 1986. Kierownik Pracowni Dziejów Azji i Afryki Północnej 1982–1990, kierownik Zakładu Dziejów Ameryki Łacińskiej, Azji i Afryki XIX i XX wieku 1990–1992.

## Wybrane publikacje
- Maroko w XVI wieku : 1510–1578, Wrocław: Zakład Narodowy im. Ossolińskich Wydawnictwo PAN 1972.
- Historia Maroka, Wrocław: Zakład Narodowy im. Ossolińskich 1983.
- Podbój Maghrebu przez Francję 1830–1934, Wrocław: Zakład Narodowy im. Ossolińskich 1983.
- Historia Tunezji, Wrocław : Zakład Narodowy im. Ossolińskich 1994.
- Na szlakach orientu : handel między Polską a Imperium Osmańskim w XVI–XVIII wieku, Wrocław: „Leopoldinum” 1997 (wyd. 2 – 1998).
- Stosunki dyplomatyczne polsko-tureckie w latach 1500–1572 w kontekście międzynarodowym, Wrocław: Wydawnictwo Uniwersytetu Wrocławskiego 2005.